# Meridel Le Sueur
Meridel Le Sueur (22 de febrero de 1900, Murray, Iowa – 14 de noviembre de 1996, Hudson, Wisconsin) fue una escritora estadounidense comprometida con la literatura proletaria de los años 30 y 40 del siglo XX. Su nombre de nacimiento fue Meridel Wharton, pero adoptó el nombre del segundo marido de su madre, Arthur Le Sueur, que fue un alcalde socialista de Minot (Dakota del Norte).

## Vida y carrera
Le Sueur, hija de 
William Winston Wharton y Marian "Mary Del" Lucy, nació en el seno de una familia de activistas sociales y políticos.Su abuelo apoyaba el Movimiento Fundamentalista Protestante por la Templanza. Ella «creció entre los grupos radicales agraristas y obreristas ... como los populistas, la Farmers' Alliance y los Wobblies, o Industrial Workers of the World».Los poemas e historias que escuchó de mujeres nativas americanas influyeron notablemente en ella.
Tras estudiar danza y educación física durante un año en la American College of Physical Education de Chicago, Meridel se mudó a Nueva York, donde vivió en una comuna anarquista con Emma Goldman y estudió en la American Academy of Dramatic Arts.Su carrera como actriz se desarrolló principalmente en California. Trabajó en Hollywood de extra en The Perils of Pauline y The Last of the Mohicans, como especialista de cine en películas mudas y también como escritora y periodista.
Durante su adolescencia tardía, empezó a escribir para periódicos liberales sobre desempleo, trabajadores inmigrantes y la lucha por la autonomía de los nativos americanos. Para 1925, se había afiliado al Partido Comunista.
Al igual que otros escritores contemporáneos tales como John Steinbeck, Nelson Algren y Jack Conroy,Le Sueur escribió sobre la lucha de la clase obrera durante la Gran Depresión. Publicó artículos en los periódicos New Masses y The American Mercury. También redactó varios libros para niños, como las biografías Nancy Hanks of Wilderness Road, The Story of Davy Crockett, The Story of Johnny Appleseed, y Sparrow Hawk.
Sus obras más conocidas son North Star Country (1945), una historia popular de Minnesota, Salute to Spring y la novela The Girl, que escribió en los años treinta pero no se llegó a publicar hasta 1978. En los años cincuenta, fue incluida en la lista negra por comunista, pero su reputación emergió en los setenta, cuando fue aclamada como protofeminista por sus escritos a favor de los derechos de las mujeres.También escribió el libro de poesía Rites of Ancient Ripening, que ilustró su hija, donde plasmó ideas sobre la espiritualidad de la Diosa.
Durante los sesenta, viajó por el país, asistiendo a protestas universitarias y realizando entrevistas.
En los setenta, pasó mucho tiempo viviendo con los navajos en Arizona, y aprovechó los veranos para volver a Minnesota a visitar a su familia. Pasó sus últimos años viviendo con sus familiares en Minnesota.

## Obras
- 1930s The Girl, novela
- 1940 Salute to Spring, historias cortas
- 1945 North Star Country, poesía
- 1949 Nancy Hanks of Wilderness Road: A Story of Abraham Lincoln's Mother, literatura infantil ISBN 9780930100360
- 1951 Chanticleer of Wilderness Road: A Story of Davy Crockett, literatura infantil
- 1954 The River Road: A Story of Abraham Lincoln, literatura infantil ISBN 9780930100377
- 1954 Little Brother of the Wilderness: The Story of Johnny Appleseed, literatura infantil
- 1955 Crusaders: The Radical Legacy of Marian and Arthur LeSueur New York : Blue Heron Press,  ISBN 9780873511742
- 1973 Conquistadores
- 1974 Mound Builders
- 1975 Rites of Ancient Ripening, poesía
- 1975 My people and my home (película de 16 mm, disponible en DVD - reeditada en 1990). Twin Cities Women's Film Collective. 1975. OCLC 500291129.
- 1982 O.K. Baby
- 1984 I Hear Men Talking and Other Stories ISBN 9780931122378
- 1984 Word is movement: journal notes ; Atlanta, Tulsa, Wounded Knee. Tulsa, OK: Cardinal Press. ISBN 9780943594071.
- 1985 «Interview. Meridel Le Sueur is interviewed by Allan Francovich (Film)». OCLC 85824580.
- 1987 Sparrow Hawk, literatura infantil ISBN 9780930100223
- 1991 The dread road. Albuquerque: West End Press. ISBN 9780931122637.
- 1990 Harvest song: collected essays and stories. [Albuquerque, N.M.]: West End Press. ISBN 9780931122606.
- 1993 Ripening: Selected Work, editado por Elaine Hedges, The Feminist Press. ISBN 9780935312416[8]
- 1992 «Women and spirituality (cinta VHS)». Meridel LeSueur, Carol Ann Russell, Rachel Tilsen, and Neala Schleuning speak at the 1992 Women and spirituality conference held at Mankato State University Oct. 10-11, 1992. Consultado el 6 de junio de 2014.
- 1997 «The dread road : a radio drama». Neon Crow Theatre Lab. OCLC 82999160.

## Informaciones adicionales
- Boehnlein, James M. (1994). The sociocognitive rhetoric of Meridel Le Sueur: feminist discourse and reportage of the thirties. Lewiston: E. Mellen Press. ISBN 0773491368.
- Coiner, Constance (1998). Better Red: the writing and resistance of Tillie Olsen and Meridel Le Sueur (Illini Books ed.). Urbana: University of Illinois Press. ISBN 0252066952.